# The Twilight Singers
The Twilight Singers — рок-группа американского музыканта и композитора Грега Дулли, основанная в 1997 году.

## История
Идея Twilight Singers родилась в конце 1990-х годов в сиэтлском доме солиста The Afghan Whigs Грега Дулли. Музыкант собрал трио в составе Шона Смита и Гарольда Чичестера и осуществил первые демозаписи под вывеской The Twilight Singers в 1997 году в Лос-Анджелесе. В 1998-м году The Afghan Whigs выпустили последний диск — 1965 — и отправились в годичный тур, после которого Дулли решил продолжать музыкальную карьеру в своём новом проекте. Дебютный полноформатный альбом коллектива, Twilight as Played by The Twilight Singers, спродюсированный британскими музыкантами Fila Brazillia, вышел в 2000 году и показал значительный отход Дулли от музыки The Afghan Whigs в сторону трип-хопа и эмбиента, вокальной манеры тенора U2, Боно.
Альбом ждал посредственный успех, и на своей следующей работе — драматической концептуальной пластинке Blackberry Belle — лидер Twilight Singers отверг стилистику электронного рока, вернувшись к тёмному психоделически-постгранжевому звучанию эпохи расцвета The Afghan Whigs. Профинансированный независимым лейблом One Little Indian Records и записанный при поддержке солидного числа приглашённых музыкантов, включая Петру Хейден и Марка Ланегана, атмосферный опус Blackberry Belle, наполненный глубокими личными переживаними Грега Дулли, получил изрядное одобрение критиков и порядочный коммерческий успех.
После гастролей The Twilight Singers в составе Джона Скибика, Скотта Форда, Джона Нуни, Бобби Макинтайра и бессменного Грега Дулли, группа выпустила альбом кавер-версий — She Loves You. По воле музыкально всеядного Грега, диск охватил весьма широкий спектр песен, оригинальные версии которых были записаны в жанрах блюза, джаза, соула, ритм-н-блюза и классического рока. В 2005 году основатель Twilight Singers уделил время работе над пластинкой Amber Headlights, выход которой намечался на начало 2000-х, но был отложен из-за смерти близкого друга Дулли, Теда Демме. Музыкант представил Amber Headlights как свой сольный альбом, реакция прессы на него была достаточно прохладной.
Четвёртая полноформатная студийная запись Twilight Singers, Powder Burns, — работа уровня Blackberry Belle — вернула коллективу благосклонность музыкальных критиков. В конце 2000-х Грег Дулли был занят дуэтом с Марком Ланеганом, который получил название The Gutter Twins. В студию The Twilight Singers музыкант вернулся только в 2011 году. Пластинка Dynamite Steps, записанная при содействии Петры Хейден и Марка Ланегана, была издана под маркой Sub Pop Records. Она снискала тёплые отзывы критиков, поставивших запись в один ряд с Blackberry Belle и Powder Burns, и возглавила хит-парад Billboard Top Heatseekers. Затем коллектив приостановил деятельность в связи с воссоединением The Afghan Whigs и началом работы над их новым диском, который вышел в 2014-м.

## Дискография
| Студийные альбомы - 2000 — Twilight as Played by The Twilight Singers - 2003 — Blackberry Belle - 2004 — She Loves You - 2006 — Powder Burns - 2011 — Dynamite Steps | Мини-альбомы - 2003 — Black Is the Color of My True Love’s Hair - 2006 — A Stitch in Time Концертные альбомы - 2011 — Live In New York |